# Mellicta naszalensis
Mellicta naszalensis är en fjärilsart som beskrevs av Issekutz och Kovács 1954. Mellicta naszalensis ingår i släktet Mellicta och familjen praktfjärilar. Inga underarter finns listade i Catalogue of Life.